# UFC Fight Night: Lamas vs. Penn
UFC Fight Night: Lamas vs. Penn（ユーエフシー・ファイトナイト：ラマス・バーサス・ペン、別名UFC Fight Night 97）は、アメリカ合衆国の総合格闘技団体「UFC」の大会の一つ。2016年10月15日、フィリピン・マニラのモール・オブ・アジア・アリーナで開催予定であった。

## 大会概要
BJ・ペンが約2年ぶりの復帰戦を予定していたが練習中の負傷による欠場の為、メインイベントを失ったことから大会自体が中止となった。

## 予定されていたカード
大会自体が消滅したため、予定されていた対戦カードは別大会で開催されることとなった。

### プレリミナリーカード
第1試合 ライト級 5分3R
 ダミア・ハゾビック vs.  粕谷優介
中止
第2試合 フライ級 5分3R
 堀口恭司 vs.  アリ・バガウティノフ
UFC Fight Night: Mousasi vs. Hall 2へ変更
第3試合 ウェルター級 5分3R
 ジェームス・ムーンタスリ vs.  アレックス・モロノ
UFC on FOX 22: VanZant vs. Watersonへ変更
第4試合 女子ストロー級 5分3R
 ハム・ソヒ vs.  ダニエル・テイラー
UFC Fight Night: Whittaker vs. Brunsonへ変更
第5試合 ミドル級 5分3R
 ヤン・ドンイ vs.  ライアン・ジェーンズ
中止
第6試合 ライト級 5分3R
 ジョン・ タック vs.  アレックス・ ボルカノフスキー
中止
第7試合 ミドル級 5分3R
 サム・アルビー vs.  アレックス・ ニコルソン
UFC Fight Night: dos Anjos vs. Fergusonへ変更

### メインカード
第8試合 フェザー級 5分3R
 コール・ミラー vs.  廣田瑞人
UFC on FX 22: VanZant vs. Watersonへ変更
第9試合 フライ級 5分3R
 ヤオ・ジークイ vs.  ジェネル・ラウサ
UFC Fight Night: Whittaker vs. Brunsonへ変更
第10試合 ヘビー級　5分3R
 デリック・ルイス vs.  マルチン・ティブラ
中止
第11試合 フェザー級 5分5R
 リカルド・ラマス vs.  BJ・ペン
中止